# Associazione Calcio Imolese 2001-2002
Questa pagina raccoglie le informazioni riguardanti l'Associazione Calcio Imolese nelle competizioni ufficiali della stagione 2001-2002.

## Rosa
| N. |                   | Ruolo | Calciatore         |
| -- | ----------------- | ----- | ------------------ |
|    | Italia (bandiera) | A     | Sergio Actis Dato  |
|    | Italia (bandiera) | A     | Giuseppe Anastasi  |
|    | Italia (bandiera) | P     | Alessandro Bandini |
|    | Italia (bandiera) | D     | Francesco Bastia   |
|    | Italia (bandiera) | P     | Emiliano Betti     |
|    | Italia (bandiera) | C     | Roberto Biserni    |
|    | Italia (bandiera) | D     | Fabio Buscaroli    |
|    | Italia (bandiera) | D     | Manuel Calamini    |
|    | Italia (bandiera) | C     | Rossano Casoni     |
|    | Italia (bandiera) | D     | Alessandro Dozio   |
|    | Italia (bandiera) | C     | Marco Foschini     |
|    | Italia (bandiera) | A     | Marco Gabriellini  |
|    | Italia (bandiera) | A     | Valerio Guerra     |

| N. |                   | Ruolo | Calciatore          |
| -- | ----------------- | ----- | ------------------- |
|    | Italia (bandiera) | C     | Vito Lasalandra     |
|    | Italia (bandiera) | C     | Stefano Lo Bello    |
|    | Italia (bandiera) | D     | Fabrizio Marchionni |
|    | Italia (bandiera) | C     | Alberto Maresi      |
|    | Italia (bandiera) | D     | Marco Menghi        |
|    | Italia (bandiera) | D     | Paolo Mozzini       |
|    | Italia (bandiera) | A     | Matteo Muiesan      |
|    | Italia (bandiera) | C     | Eddy Perezin        |
|    | Italia (bandiera) | C     | Loris Poggi         |
|    | Italia (bandiera) | D     | Umberto Toschi      |
|    | Italia (bandiera) | C     | Francesco Valiani   |
|    | Italia (bandiera) | A     | Alberto Villa       |